# Spalacopsis chemsaki
Spalacopsis chemsaki är en skalbaggsart som beskrevs av Tyson 1973. Spalacopsis chemsaki ingår i släktet Spalacopsis och familjen långhorningar. Inga underarter finns listade i Catalogue of Life.